# Aïssatou Diamanka-Besland
Aïssatou Diamanka-Besland, née en 1972 à Pikine au Sénégal, est une écrivaine et journaliste franco-sénégalaise. Elle traite dans ses œuvres de l'immigration, de la condition des femmes et de l'esclavage.

## Biographie
Aïssatou Diamanka-Besland, après un BSTC (BTS) en Information Communication à l'ISSIC (l'Institut Supérieur de l'Information et de la Communication), arrive en France en 1999 et y entreprend des études de sciences politiques en licence, en maîtrise puis en DEA (diplôme d'études approfondies). Elle travaille dans les années 2000 et 2010  sur une thèse portant sur les immigrés peuls en France, à l’université Université Paris Ouest Nanterre La Défense.
Depuis son enfance, elle a toujours eu le goût de l'écriture à laquelle elle s'est consacrée. C’est dans son pays natal qu’elle a commencé à écrire à l’âge de 12-13 ans. Son père, ancien tirailleur sénégalais, a fait les guerres d’Indochine et d’Algérie pour la France. À cet homme, elle dédie la plupart de ses écrits.
Elle est coauteur du livret du « Requiem noir », un texte sur l’esclavage joué et chanté sur scène à Dakar et en Île-de-France entre 2006 et 2007. Son premier roman Le pagne léger porte sur la condition de la femme, et est publié en 2007. Le deuxième Patera, édité en 2009, traite le sujet de l’immigration. Ce dernier est salué par la presse et reçoit plusieurs bonnes critiques. Il est parmi les finalistes d'un prix littéraire : Prix continental 2010. Le troisième Fracture identitaire ! A Baltazare, il n’y a pas d’ascenseur dans la cité est un essai paru en 2010.
Si l’écriture reste pour elle une passion, elle cumule des petits boulots puis devient journaliste de profession[réf. souhaitée].

## Ses œuvres
- Fracture identitaire! : à Baltazare, il n'y a pas d'ascenseur dans la cité, Ccinia communication, 2010 (ISBN 978-2-915568-21-9 et 2-915568-21-9, OCLC 683411570, présentation en ligne)

- Patera, Henry Éditions, 2009 (ISBN 978-2-917698-28-0 et 2-917698-28-4, OCLC 461309343, présentation en ligne)

« … Au seuil de l’Europe, des Sénégalais étaient entassés pendant des jours et des jours dans de fragiles pirogues en bois avant de gagner les terres espagnoles. Des morts, des blessés, un cocktail de vie sans vie. Ils étaient partis des plages de la Capitale pour aller de l’autre côté de la vie. L’Europe jusqu’à la mort ! L’Europe à tout prix ! L’Europe au point de renier son peuple, son pays, son identité. Ils jetaient leur passeport dans l’eau dès qu’ils commençaient à apercevoir la terre de leur rêve, la terre de leurs pièges !… »

— Aïssatou Diamanka-Besland, Patera
Henry Éditions, Collection des Écrits du Nord, 216 pages
- Le pagne léger, Les Écrits du Nord, 2007 (ISBN 978-2-901245-63-6 et 2-901245-63-3, OCLC 144615033, présentation en ligne)

- Requiem noir, Livret, Spectacle musical, 2006 -2008

## Publications
- « Bilan de l'année 2008 : Un homme est entré dans l'histoire. - [Sistoeurs, le magazine féminin et très fin] », sur www.sistoeurs.net (consulté le 27 mars 2023).
- « Mandela - [Sistoeurs, le magazine féminin et très fin] », sur www.sistoeurs.net (consulté le 27 mars 2023).
- « L'homme qui voulait partir ! - [Sistoeurs, le magazine féminin et très fin] », sur www.sistoeurs.net (consulté le 27 mars 2023).
- « Les hommes sont condamnés parce que leurs « femmes » ont été tuées ! - [Sistoeurs, le magazine féminin et très fin] », sur www.sistoeurs.net (consulté le 27 mars 2023).

## Émissions radios (sélection)
- 2014 : Participation à l'émission Grand débat, Pikine Diaspora Radio USA[9].
- 2010 : Participation à l'émission « En sol majeur » de Yasmine Chouaki sur RFI no 1 à Paris[10].
- 2007 : Invitées : Hawa Konté, Aissatou Diamanka-Besland[11].